# Pârș
Pârșii (Gliridae; familie numită uneori și Myoxidae sau Muscardinidae) sunt o familie de animale rozătoare, ce se găsesc de obicei în Europa, dar apar uneori și în Africa sau Asia. Ei sunt cunoscuți în special pentru lunga perioadă de hibernare.

## Sistematică
- Subfamilia Graphiurinae

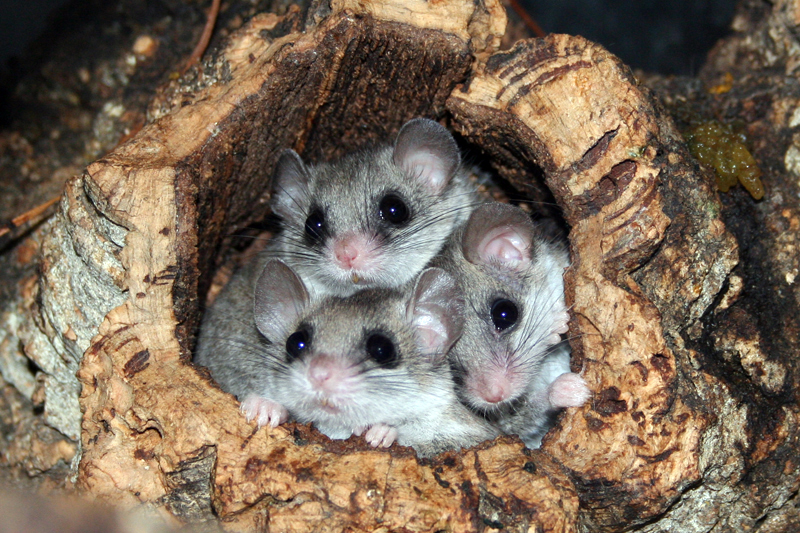
Pârși în scorbura unui buștean

  - Genul Graphiurus (pârși africani)[2]
    - Graphiurus angolensis
    - Graphiurus christyi
    - Graphiurus crassicaudatus
    - Graphiurus johnstoni
    - Graphiurus kelleni
    - Graphiurus lorraineus
    - Graphiurus microtis
    - Graphiurus monardi
    - Graphiurus murinus
    - Graphiurus nagtglasii
    - Graphiurus ocularis
    - Graphiurus platyops
    - Graphiurus rupicola
    - Graphiurus surdus
    - Graphiurus walterverheyeni[3]

- Subfamilia Leithiinae
  - Genul Chaetocauda
    - Chaetocauda sichuanensis

  - Genul Dryomys
    - Dryomys laniger
    - Dryomys niethammeri
    - Dryomys nitedula Pârș mic[4]
 (pârș de pădure,[5] pârș cu coadă stufoasă)[6]

  - Genul Eliomys
    - Eliomys melanurus Pârș de grădină asiatic
    - Eliomys munbyanus
    - Eliomys quercinus Pârș de stejar[4][6]

  - Genul Hypnomys †
    - Hypnomys morpheus †
    - Hypnomys mahonensis †

  - Genul Muscardinus
    - Muscardinus avellanarius Pârș roșu[4] (pârș de alun, alunar)[5]

  - Genul Myomimus
    - Myomimus personatus
    - Myomimus roachi
    - Myomimus setzeri

  - Genul Selevinia
    - Selevinia betpakdalaensis Pârș de deșert

  - Genul Vasseuromys[7][8] †
    - Vasseuromys autolensis †
    - Vasseuromys bacchius †
    - Vasseuromys bergasensis †
    - Vasseuromys cristinae †
    - Vasseuromys duplex †
    - Vasseuromys elegans †
    - Vasseuromys multicrestatus †
    - Vasseuromys pannonicus †
    - Vasseuromys priscus †
    - Vasseuromys rambliensis †
    - Vasseuromys rugosus †

- Subfamilia Glirinae
  - Genul Glirulus
    - Glirulus japonicus Pârș japonez[2]

  - Genul Glis
    - Glis glis Pârș comun[5] (pârș cenușiu,[4] pârș mare)
    - Glis persicus[9][10]

  - Genul Stertomys †
    - Stertomys daamsi †
    - Stertomys daunius †
    - Stertomys laticrestatus †

- Subfamilia Bransatoglirinae †
  - Genul Oligodyromys †
  - Genul Bransatoglis †
    - Bransatoglis adroveri †
    - Bransatoglis planus †